# Letra de chocolate

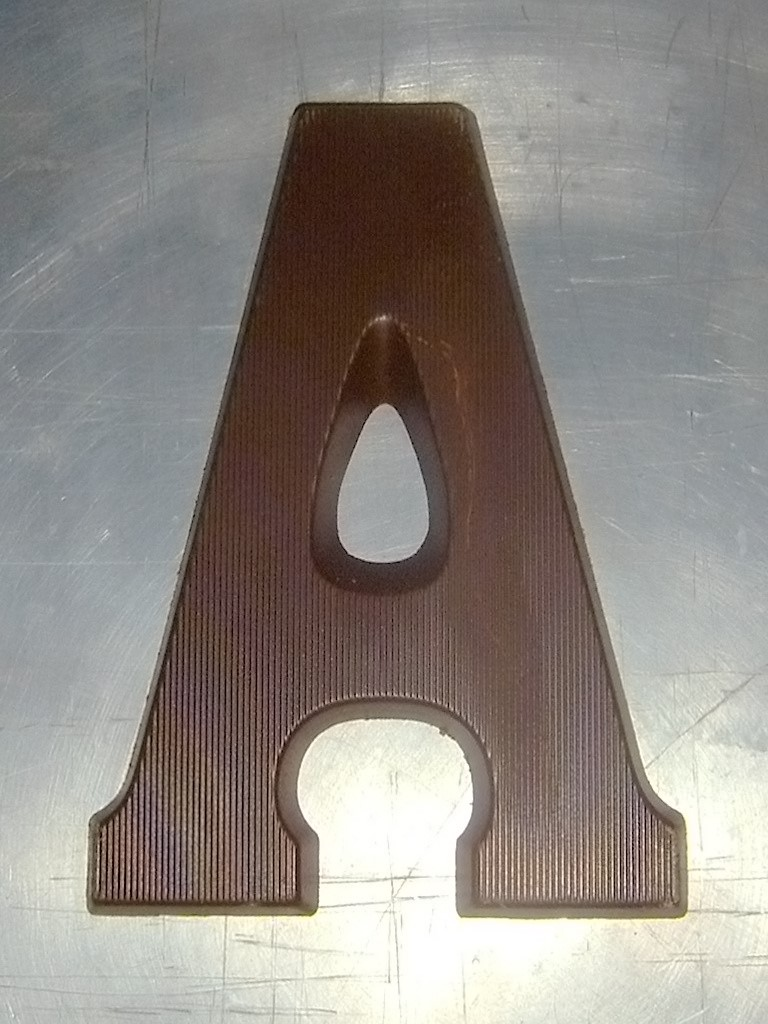
Letra A de chocolate

La letra de chocolate es un dulce típico de los Países Bajos, durante las celebraciones del Sinterklaas (San Nicolas). Es costumbre que los que celebran el Sinterklaas se regalen estas letras de chocolate haciendo alusión a sus iniciales (o en su defecto se obsequia con la letra S (de Sinterklaas) o la P (de Zwarte Piet). Se suelen elaborar estas letras con diferentes formas y disposiciones.

## Características
Para poder emplear la misma cantidad de chocolate en cada letra, los fabricantes chocolateros suelen hacerlas de diferentes grosores. De esta forma no se favorece al poseedor de una letra en detrimento de otros. Por ejemplo la W, o la M sobre la I o la J. Se suelen elaborar con chocolate oscuro o blanco indistintamente. Es frecuente que se empleen tipos de caracteres como Typeface o Egyptienne.

## Fuera de los Países Bajos

### España
Siguiendo la tradición holandesa de San Nicolás, existe la posibilidad de obtener letras en tiendas especializadas en chocolate o en ciertas confiterías, principalmente en las que cuentan con obrador (que suele hacer números de chocolate con velas para tartas de cumpleaños y que ofrecen o a los que se les puede encargar también letras en estas fechas).